# Baron Münchhausen (2012)
Baron Münchhausen ist ein deutscher zweiteiliger Film, der 2012 im Auftrag der ARD für das Weihnachtsprogramm gedreht wurde. Der Film verbindet mehrere Episoden der Erzählungen des Adligen Hieronymus Carl Friedrich von Münchhausen miteinander.

## Handlung
In einem kleinen Wirtshaus versucht sich der verarmte Baron von Münchhausen mithilfe seiner Geschichten über Wasser zu halten. Deshalb erzählt er, wie er Sankt Petersburg für Zarin Katharina vor den angreifenden Türken verteidigte. Während jener Schlacht traf er auf den stärksten Mann der Welt (Vladimor) und den schnellsten Mann der Welt (Hermet). Um den Sultan zu besiegen, fliegt er auf einer Kanonenkugel ins türkische Lager. Zurück im Palast der Zarin, überreicht diese ihm ein Ehrenzeichen.
An diesem Punkt wird der erzählende Baron von Constanze unterbrochen, die ihn als Lügner bezichtigt. Als Baron Hironymus beweisen will, das die Geschichte wahr sei, bemerkt er, dass ihm das Ehrenzeichen entwendet wurde. Wie sich herausstellt, ist das entflohene Zirkusmädchen Frieda die Diebin, die zudem behauptet, Hironymus sei ihr Vater.
Nach einigem Hin und Her machen sich der Baron, Constanze und Frieda auf den Weg nach Sankt Petersburg, da Münchhausen sie dort an ihre Mutter loswerden möchte. Frieda weiß allerdings zu diesem Zeitpunkt schon, dass ihre Mutter tot ist.
Auf dem Weg müssen sie einige Abenteuer bestehen, die zum Teil anderen bekannten Münchhausengeschichten entsprechen. So muss sich Münchhausen an seinem eigenen Schopf aus dem Treibsand ziehen. Am Ende des ersten Teiles werden die drei bei dem Versuch, ein Schiff nach Sankt Petersburg zu nehmen, von Piraten gefangen genommen, von denen sie allerdings auf einer Kanonenkugel entkommen können.
Durch einen unglücklichen Umstand werden Frieda und Münchhausen von Constanze getrennt und landen auf dem Mond. Von dort seilen sie sich – nach einer Begegnung mit dem Mann im Mond – in Münchhausener Manier ab, indem sie das Seil „oben“ losknoten und „unten“ wieder anhängen. Es folgt ein Besuch im geheimen Weinkeller der Zarin, wo sie auf Vladimor treffen. Schließlich kommen sie am Hofe der Zarin an, wo Frieda in den Orient entführt wird. Da Münchhausen inzwischen Constanze wiedergetroffen hat, machen sich die beiden auf, um sie zu retten. Nach einigem Hin und Her gelingt die Befreiung und Vladimor, Hermet, Frieda, der Baron und Constanze reisen in einem Heißluftballon heimwärts.

## Trivia
- Die Rolle der Frieda wurde mit Zwillingen besetzt.[3]
- Der Film wurde eigentlich als Dreiteiler a 60 Minuten geschrieben und gedreht, dann jedoch als Zweiteiler a 90 Minuten gesendet.

## Auszeichnungen und Nominierungen
- 2014 Nominiert für den International Emmy in der Kategorie Kids Mini-Series.[4][5]

## Kritiken
Die Kritiken fallen überwiegend positiv aus.
So schreibt Rainer Tittelbach:

„Der Zweiteiler ‚Baron Münchhausen‘ kann sich sehen lassen und passt sich stimmig ein ins märchenhafte ARD-Weihnachtsprogramm. Der weltläufige Aufschneider wird in den Mikrokosmos Familie versetzt und – den kindlichen Zuschauern zuliebe – rasch geläutert. Die Dramaturgie ist wirkungsvoll. Gegenseitig dürfen sich ‚Vater‘ und ‚Tochter‘ retten. Auch die Mischung aus Augenzwinkern und Gefühl funktioniert richtig gut. Die Besetzung überzeugt und die Tricktechnik besitzt einen charmant altmodischen Flair. Was will man mehr?!“

Oliver Jungen schreibt in der FAZ:

„In der gelungenen Münchhausen-Verfilmung der ARD steht eigentlich der moderne Mann im Vordergrund: Eine Aufschneider von Format, der sich gern von den Frauen regieren lässt.“

Sybille Möckel schreibt auf RP Online:

„Regisseur Andreas Linke sorgte für den zu Weihnachten passenden Kitsch – samt knalliger ‚Fluch der Karibik‘-Kostüme und einem Baron mit menschlichen Zügen, der seine aufschneiderische Rücksichtslosigkeit ablegt und der Liebe eine Chance gibt. Die altmodisch anmutende Tricktechnik des Films machte den Zweiteiler ‚Baron Münchhausen‘ zu genau dem, was er werden sollte: ein perfekter Familien-Weihnachtsfilm.“

Die Redaktion von Spiegel Online äußerte sich jedoch kritisch gegenüber dem Film:

„Jan Josef Liefers spielt im ARD-Weihnachtsfilm ‚Baron Münchhausen‘ den legendären Lügner. Er klaut dafür bei Johnny Depp. Für exotische Pappkulissen wurde ein Reisebüro bestohlen. Die Action schläfert ein. Und das war noch nicht alles.“